# Habrocestum arabicum
Habrocestum arabicum är en spindelart som beskrevs av Prószynski 1989. Habrocestum arabicum ingår i släktet Habrocestum och familjen hoppspindlar. Inga underarter finns listade i Catalogue of Life.